# Jesús Carranza, Villa Guerrero
Jesús Carranza är en ort i Mexiko.   Den ligger i kommunen Villa Guerrero och delstaten Mexiko, i den sydöstra delen av landet, 80 km sydväst om huvudstaden Mexico City. Jesús Carranza ligger 2 050 meter över havet och antalet invånare är 1 382.
Terrängen runt Jesús Carranza är kuperad, och sluttar söderut. Runt Jesús Carranza är det tätbefolkat, med 427 invånare per kvadratkilometer. Närmaste större samhälle är Villa Guerrero, 1,9 km nordväst om Jesús Carranza. I omgivningarna runt Jesús Carranza växer huvudsakligen savannskog.